# Kate McGarrigle
Kate McGarrigle, född 6 februari 1946 i Montréal, Québec, död 18 januari 2010 i Montréal, var en kanadensisk trubadur (singer/songwriter). Tillsammans med systern Anna McGarrigle har hon sjungit och gett ut skivor sedan tidigt 1970-tal som duon Kate and Anna McGarrigle.
Tidigare var McGarrigle gift med Loudon Wainwright III. Tillsammans har de barnen Rufus Wainwright och Martha Wainwright, vilka har följt i föräldrarnas fotspår.
McGarrigle fick 2006 diagnosen cancer och avled 2010 av en typ av synovialt sarkom.
Efter hennes död hölls ett antal välgörenhetskonserter under namnet Sing Me the Songs (That Say I Love You): Celebrating the Work of Kate McGarrigle. Många kända sångare och likaså Kates vänner och familj deltog och alla intäkter gick till The Kate McGarrigle Foundation, vilken är en välgörenhetsorganisation för forskning kring sarkom och den sällsynta cancertyp som Kate McGarrigle led av.
Konserterna blev även 2013 till ett livealbum, Sing Me the Songs: Celebrating the Work of Kate McGarrigle, där en stor del av intäkterna återigen gick till den välgörenhetsorganisation Kate etablerat innan sin död. En viss procentandel av den fortsatta försäljningen av albumet 2013 kommer att gå till the Kate McGarrigle Foundation. 

## Diskografi
Album (som Kate & Anna McGarrigle)
- Kate & Anna McGarrigle (1976)
- Dancer with Bruised Knees (1977)
- Pronto Monto (1978)
- Entre la jeunesse et la sagesse (1980)
- Love Over and Over (1982)
- Heartbeats Accelerating (1990)
- Matapédia (1996)
- The McGarrigle Hour (1998)
- La vache qui pleure (2003)
- The McGarrigle Christmas Hour (2005)
- ODDiTTiES (2010)
- Tell My Sister (2011)
- Sing Me the Songs: Celebrating the Works of Kate McGarrigle (2013)